# Huangbai (köpinghuvudort i Kina, Jilin Sheng, lat 41,27, long 126,35)
Huangbai är en köpinghuvudort i Kina. Den ligger i provinsen Jilin, i den nordöstra delen av landet, omkring 310 kilometer söder om provinshuvudstaden Changchun. Antalet invånare är 8 263. Befolkningen består av 3 814 kvinnor och 4 449 män. Barn under 15 år utgör 10,0 %, vuxna 15-64 år 79 %, och äldre över 65 år 9,0 %.
Runt Huangbai är det ganska tätbefolkat, med 80 invånare per kvadratkilometer. Närmaste större samhälle är Minzhu, 19,7 km sydväst om Huangbai. I omgivningarna runt Huangbai växer i huvudsak blandskog.
Genomsnittlig årsnederbörd är 1 213 millimeter. Den regnigaste månaden är juli, med i genomsnitt 406 mm nederbörd, och den torraste är januari, med 11 mm nederbörd.